# Sport Vereniging Robinhood
Sport Vereniging Robinhood é um clube de futebol do Suriname, que joga atualmente na primeira divisão do Suriname. Eles jogam os seus jogos em casa no Andre Kamperveen Stadium, em Paramaribo.
Robin Hood é um dos mais populares no Suriname. Nos seus 57 anos de história do clube foi campeão 23 vezes. Durante sua existência, o Robin Hood tornou-se conhecido internacionalmente, principalmente por jogar competições pela Concacaf [América do Norte, Central e o Caribe]. Eles também são conhecidos na América Latina e nos Países Baixos.

## Conquistas

### Internacionais
- Copa do Caribe da CONCACAF: 1 vez (2023)

- CONCACAF Caribbean Club Shield: 2 vezes (2019 e 2023).

- Vice Campeão da Liga dos Campeões da CONCACAF: 4 vezes (1972, 1976, 1977 e 1982).

- Vice-campeão do Campeonato de Clubes da CFU: 2005.

### Nacionais
- Hoofdklasse: 27 vezes (1953, 1954, 1955, 1956, 1959, 1961, 1964, 1971, 1975, 1976, 1979, 1980, 1981, 1983, 1984, 1985, 1986, 1987, 1988, 1989, 1993, 1995, 2005, 2012, 2018, 2022, 2023, 2024)

- Copa do Suriname: 5 vezes (1997, 1999, 2001, 2006 e 2007)

- Suriname President's Cup: 5 vezes (1994, 1995, 1996, 1999 e 2001)